# Kalāteh-ye Boshgazī
Kalāteh-ye Boshgazī (persiska: کلاته بشگزی, Bazqūsh, بَزقوش) är en ort i Iran.   Den ligger i provinsen Khorasan, i den östra delen av landet, 800 km öster om huvudstaden Teheran. Kalāteh-ye Boshgazī ligger 1 797 meter över havet och antalet invånare är 105.
Terrängen runt Kalāteh-ye Boshgazī är varierad, och sluttar västerut.Runt Kalāteh-ye Boshgazī är det glesbefolkat, med 12 invånare per kvadratkilometer. Närmaste större samhälle är Nowferest, 10,5 km väster om Kalāteh-ye Boshgazī. Trakten runt Kalāteh-ye Boshgazī är ofruktbar med lite eller ingen växtlighet.